# EHF Champions League 1996-97 (kvinder)
EHF Champions League 1996-97 for kvinder var den fjerde EHF Champions League-turnering for kvinder. Turneringen blev arrangeret af European Handball Federation og havde deltagelse af 29 hold. 26 af holdene spillede først én cup-runde (1/16-finaler). De tretten vindere af 1/16-finalerne gik sammen med tre direkte kvalificerede hold videre til gruppespillet, der bestod af fire grupper med fire hold, hvorfra de fire vindere og fire toere gik videre til kvartfinalerne.
Turneringen blev for første gang vundet af Mar Valencia fra Spanien, som over to kampe samlet vandt 58-50 over Viborg HK, der som danske mestre repræsenterede Danmark i turneringen. Ingen af de to finalister havde tidligere været i Champions League-finalen, og Viborg HK's finaleplads var den indtil da bedste danske præstation i EHF Champions League.

## Resultater

### 1/16-finaler
| Dato    | Dato    | Hjemmehold i 1. kamp      | Hjemmehold i 2. kamp  | Resultat | Resultat | Resultat |
| 1. kamp | 2. kamp | Hjemmehold i 1. kamp      | Hjemmehold i 2. kamp  | 1. kamp  | 2. kamp  | Samlet   |
| ------- | ------- | ------------------------- | --------------------- | -------- | -------- | -------- |
| 11.10.  | 13.10.  | ASPTT Metz                | Martve Tbilisi        | 39-10    | 36-15    | 75–25    |
| 18.10.  | 20.10   | Egle Vilnius              | Kometal Gjorce Petrov | 24-32    | 25-29    | 49–61    |
| 12.10.  | 20.10.  | Viborg HK                 | LC Brühl St. Gallen   | 29-14    | 22-22    | 51–36    |
| 11.10.  | 13.10.  | Anadolu Uni Eskisehir     | Byåsen IL             | 20-33    | 15-31    | 35–64    |
| 12.10.  | 19.10.  | Politechnik Minsk         | MKS Montex Lublin     | 23-31    | 22-32    | 45–63    |
| 11.10.  | 12.10.  | RK Jedinstvo Tuzla        | Mar Valencia          | 23-34    | 16-35    | 39–69    |
| 13.10.  | 20.10.  | Spartak Kiev              | Buducnost Podgorica   | 18-19    | 20-24    | 38–43    |
| 12.10.  | 20.10.  | Sports Club da Madeira    | Ferencvarosi TC       | 13-38    | 18-23    | 31–61    |
| 12.10.  | 19.10.  | CS Oltchim Ramnicu Valcea | Slovan Duslo Sala     | 33-16    | 29-22    | 62–38    |
| 13.10.  | 19.10.  | Hapoel Petakh-Tikva       | GAS Anagenisi Artas   | 19-21    | 26-35    | 45–56    |
| 12.10.  | 13.10.  | Krim Electa Ljubljana     | Volan Sofia           | 25-16    | 31-14    | 56–30    |
| 10.10.  | 12.10.  | Rotor Volgograd           | TUS Walle Bremen      | 20-22    | 15-22    | 35–44    |
| 12.10.  | 19.10.  | Visa Swift Roermond       | Helsinki IFK          | 25-90    | 24-90    | 49–18    |

### Gruppespil

#### Gruppe A
| Dato   | Kamp                                        | Res.  |
| ------ | ------------------------------------------- | ----- |
| 9.11.  | Kometal Gjorce Petrov – Granicar Djurdjevac | 33-13 |
| 9.11.  | Buducnost Podgorica – Viborg HK             | 23-23 |
| 16.11. | Viborg HK – Kometal Gjorce Petrov           | 29-28 |
| 4.1.   | Kometal Gjorce Petrov – Buducnost Podgorica | 24-20 |
| 5.1.   | Viborg HK – Granicar Djurdjevac             | 27-10 |
| 10.1.  | Granicar Djurdjevac – Buducnost Podgorica   | 17-21 |
| 11.1.  | Kometal Gjorce Petrov – Viborg HK           | 23-19 |
| 12.1.  | Buducnost Podgorica – Granicar Djurdjevac   | 23-23 |
| 18.1.  | Granicar Djurdjevac – Kometal Gjorce Petrov | 22-26 |
| 19.1.  | Viborg HK – Buducnost Podgorica             | 36-21 |
| 25.1.  | Granicar Djurdjevac – Viborg HK             | 17-19 |
| 26.1.  | Buducnost Podgorica – Kometal Gjorce Petrov | 22-20 |

| Hold                  | Kampe | Mål     | Point |
| --------------------- | ----- | ------- | ----- |
| Viborg HK             | 6     | 153-122 | 9     |
| Kometal Gjorce Petrov | 6     | 154-125 | 8     |
| Buducnost Podgorica   | 6     | 130-143 | 6     |
| Granicar Djurdjevac   | 6     | 102-149 | 1     |

#### Gruppe B
| Dato   | Kamp                                       | Res.  |
| ------ | ------------------------------------------ | ----- |
| 9.11.  | MKS Montex Lublin – Podravka Koprivnica    | 32-33 |
| 10.11. | Henzo Swift Roermond – Mar Valencia        | 18-23 |
| 17.11. | Mar Valencia – MKS Montex Lublin           | 27-26 |
| 17.11. | Podravka Koprivnica – Henzo Swift Roermond | 30-19 |
| 4.1.   | MKS Montex Lublin – Henzo Swift Roermond   | 27-16 |
| 5.1.   | Mar Valencia – Podravka Koprivnica         | 25-19 |
| 11.1.  | MKS Montex Lublin – Mar Valencia           | 22-23 |
| 12.1.  | Henzo Swift Roermond – Podravka Koprivnica | 15-23 |
| ?      | Mar Valencia – Henzo Swift Roermond        | ?     |
| 19.1.  | Podravka Koprivnica – MKS Montex Lublin    | 34-25 |
| 26.1.  | Henzo Swift Roermond – MKS Montex Lublin   | 22-23 |
| 26.1.  | Podravka Koprivnica – Mar Valencia         | 22-22 |

| Hold                 | Kampe | Mål     | Point |
| -------------------- | ----- | ------- | ----- |
| Mar Valencia         | 6     | 144-126 | 11    |
| Podravka Koprivnica  | 6     | 161-138 | 9     |
| MKS Montex Lublin    | 6     | 155-155 | 4     |
| Henzo Swift Roermond | 6     | 109-150 | 0     |

#### Gruppe C
| Dato   | Kamp                                           | Res.  |
| ------ | ---------------------------------------------- | ----- |
| 9.11.  | Oltchim Ramnicu Valcea – Hypo Niederösterreich | 18-19 |
| 10.11. | ASPTT Metz – Byåsen IL                         | 16-17 |
| 16.11. | Byåsen IL – CS Oltchim Ramnicu Valcea          | 25-20 |
| 17.11. | Hypo Niederösterreich – ASPTT Metz             | 27-14 |
| 4.1.   | CS Oltchim Ramnicu Valcea – ASPTT Metz         | 24-24 |
| 5.1.   | Byåsen IL – Hypo Niederösterreich              | 16-20 |
| 11.1.  | CS Oltchim Ramnicu Valcea – Byåsen IL          | 24-16 |
| 12.1.  | ASPTT Metz – Hypo Niederösterreich             | 17-26 |
| 19.1.  | Hypo Niederösterreich – Oltchim Ramnicu Valcea | 29-21 |
| 19.1.  | Byåsen IL – ASPTT Metz                         | 23-17 |
| 26.1.  | Hypo Niederösterreich – Byåsen IL              | 20-17 |
| 26.1.  | ASPTT Metz – CS Oltchim Ramnicu Valcea         | 20-20 |

| Hold                      | Kampe | Mål     | Point |
| ------------------------- | ----- | ------- | ----- |
| Hypo Niederösterreich     | 6     | 141-103 | 12    |
| Byåsen IL                 | 6     | 114-117 | 6     |
| CS Oltchim Ramnicu Valcea | 6     | 127-133 | 4     |
| ASPTT Metz                | 6     | 108-137 | 2     |

#### Gruppe D
| Dato   | Kamp                                        | Res.  |
| ------ | ------------------------------------------- | ----- |
| 9.11.  | GAS Anagenisi Artas – Ferencvarosi TC       | 21-33 |
| 10.11. | Krim Electa Ljubljana – TUS Walle Bremen    | 21-20 |
| 17.11. | TUS Walle Bremen – GAS Anagenisi Artas      | 24-15 |
| 17.11. | Ferencvarosi TC – Krim Electa Ljubljana     | 27-24 |
| 5.1.   | TUS Walle Bremen – Ferencvarosi TC          | 18-26 |
| 5.1.   | GAS Anagenisi Artas – Krim Electa Ljubljana | 19-33 |
| 11.1.  | Krim Electa Ljubljana – Ferencvarosi TC     | 22-20 |
| 11.1.  | GAS Anagenisi Artas – TUS Walle Bremen      | 22-26 |
| 18.1.  | TUS Walle Bremen – Krim Electa Ljubljana    | 20-19 |
| 18.1.  | Ferencvarosi TC – GAS Anagenisi Artas       | 42-16 |
| 25.1.  | Ferencvarosi TC – TUS Walle Bremen          | 27-16 |
| 25.1.  | Krim Electa Ljubljana – GAS Anagenisi Artas | 36-12 |

| Hold                  | Kampe | Mål     | Point |
| --------------------- | ----- | ------- | ----- |
| Ferencvarosi TC       | 6     | 175-117 | 10    |
| Krim Electa Ljubljana | 6     | 155-118 | 8     |
| TUS Walle Bremen      | 6     | 124-130 | 6     |
| GAS Anagenisi Artas   | 6     | 105-194 | 0     |

### Kvartfinaler
| Dato    | Dato    | Hjemmehold i 1. kamp  | Hjemmehold i 2. kamp  | Resultat | Resultat | Resultat |
| 1. kamp | 2. kamp | Hjemmehold i 1. kamp  | Hjemmehold i 2. kamp  | 1. kamp  | 2. kamp  | Samlet   |
| ------- | ------- | --------------------- | --------------------- | -------- | -------- | -------- |
| 9.2.    | 16.2.   | Podravka Koprivnica   | Viborg HK             | 25-24    | 22-25    | 47–49    |
| 9.2.    | 16.2.   | Kometal Gjorce Petrov | Mar Valencia          | 23-20    | 21-27    | 44–47    |
| 9.2.    | 16.2.   | Krim Electa Ljubljana | Hypo Niederösterreich | 21-26    | 21-34    | 42–60    |
| 9.2.    | 16.2.   | Byåsen IL             | Ferencvarosi TC       | 20-20    | 21-26    | 41–46    |

### Semifinaler
| Dato    | Dato    | Hjemmehold i 1. kamp | Hjemmehold i 2. kamp  | Resultat | Resultat | Resultat |
| 1. kamp | 2. kamp | Hjemmehold i 1. kamp | Hjemmehold i 2. kamp  | 1. kamp  | 2. kamp  | Samlet   |
| ------- | ------- | -------------------- | --------------------- | -------- | -------- | -------- |
| 30.3.   | 6.4.    | Viborg HK            | Ferencvarosi TC       | 27-24    | 23-19    | 50–43    |
| 29.3.   | 5.4.    | Mar Valencia         | Hypo Niederösterreich | 34-22    | 15-26    | 49–48    |

### Finale
| Dato    | Dato    | Hjemmehold i 1. kamp | Hjemmehold i 2. kamp | Resultat | Resultat | Resultat |
| 1. kamp | 2. kamp | Hjemmehold i 1. kamp | Hjemmehold i 2. kamp | 1. kamp  | 2. kamp  | Samlet   |
| ------- | ------- | -------------------- | -------------------- | -------- | -------- | -------- |
| 3.5.    | 10.5.   | Mar Valencia         | Viborg HK            | 35-26    | 23-24    | 58–50    |